# Marc Senter

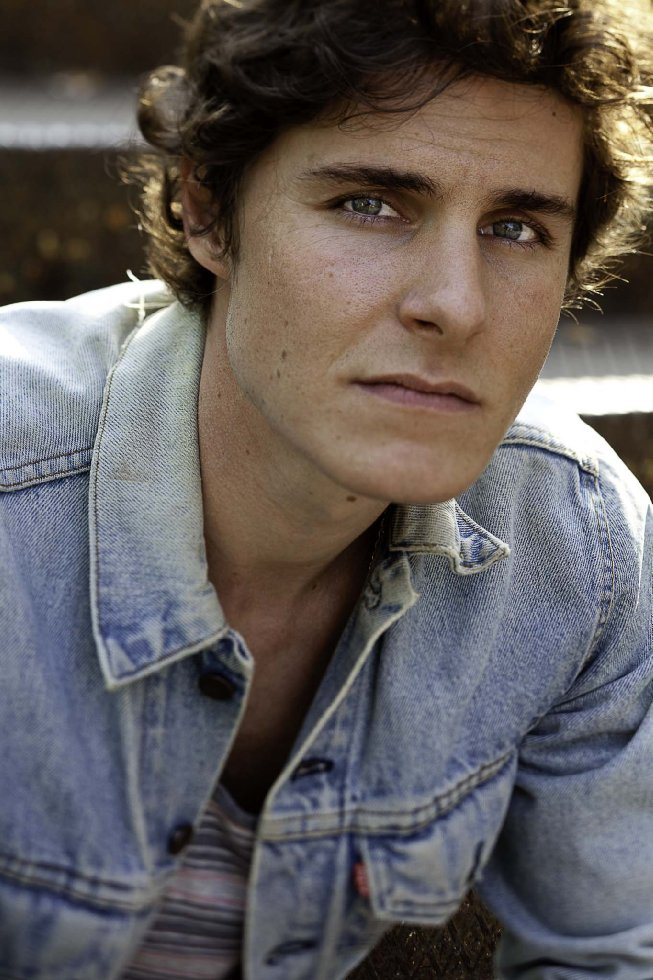
Marc Senter fotografiado por Dario D'India en Milán, Italia.

Marc Senter es un actor estadounidense. Es más conocido por su trabajo en Red White & Blue, The Devil's Carnival, y su premiada actuación en The Lost . Otros de sus créditos cinematográficos incluyen Brawler, Cabin Fever 2: Spring Fever y Starry Eyes . Senter también ha aparecido en varios de programas de televisión como JAG, NCIS, The District, Like Family, y tuvo un pequeño papel recurrente en The Young and the Restless . También apareció en el video musical Fight Like a Girl de la cantante Emilie Autumn .

## Filmografía[7]
- 2002: The Young and the Restless
- 2003: Cupids
- 2003: Timecop 2: La decisión de Berlín
- 2003: Como una familia
- 2004: Superespias
- 2004: The District
- 2004: JAG
- 2004: NCIS
- 2006: The Lost
- 2007: Kush
- 2007: Sé quién me mató
- 2008: Wicked Lake
- 2009: Un trabajo embarazoso
- 2009: Cabin Fever 2
- 2010: Red White & Blue
- 2011: Brawler
- 2012: The Devil's Carnival
- 2012: A Night of Nightmares
- 2013: BlackBox TV
- 2013: Twisted Tales
- 2014: Starry Eyes
- 2015: Cuentos de Halloween
- 2015: Dementia
- 2016: Alleluia! The Devil's Carnival
- 2021: The Free Fall
- 2022: Old Man
- 2023: Trim Season